# Juval Shemla
Juval Shemla (hebrejsky יובל שמלא) (narozený 18. listopadu 1998) je izraelský profesionální horolezec, který dvakrát vyhrál izraelský šampionát. Je členem izraelského národního týmu v lezení a vítěz první a třetí sezóny reality show Ninja Israel.

## Životopis
Yuval Shemla se narodil a vyrostl v Jeruzalémě a je absolventem experimentální střední školy. V roce 2010, ve věku 12 let, se začal věnovat profesionálnímu lezení na stěně. Jen o rok později, ve svých 13 letech, skončil na mistrovství Evropy dětí na osmém místě. V roce 2015 skončil Shemla na mistrovství Evropy mládeže v lezení na druhém místě. V roce 2016 se stal vicemistrem Evropy v lezení. V letech 2016 a 2017 vyhrál Shemla izraelský šampionát v lezení. V roce 2017 se stal prvním Izraelcem ve finále mistrovství světa ve městě Chamonix ve Francii a skončil na druhém místě na Mistrovství Evropy mládeže. V roce 2018 se zúčastnil a vyhrál první sezónu reality show Ninja Israel, která byla vysílána v televizi. Ve druhé sezóně show se dostal do závěrečné fáze, ale nezvládl překážku na žebříku a skončil na čtvrtém místě. Ve třetí sezóně se opět dostal na první místo v show.
V roce 2019 byl vybrán jako součást izraelského olympijského horolezeckého týmu na hry v Tokiu, ale tým neprošel kvalifikací.
Je vyznavač veganského životního stylu. V roce 2020 byl vybrán jako propagátor veganských potravin Alpro.
Po vítězství v první sezóně Ninja Israel se stal modelem pro módní značku SUPERDRY.